# VÜA
Die Abkürzung VÜA steht für „Vergabeüberwachungsausschuss“, ein von 1993 bis zur Reform des deutschen Vergaberechts im Jahr 1999 beim Bund und in jedem Land existierendes behördeninternes Gremium zur Überprüfung öffentlicher Vergabeverfahren. Rechtsgrundlage waren die §§ 57 b und 57 c Haushaltsgrundsätzegesetz sowie die darauf beruhende „Verordnung über das Nachprüfungsverfahren für öffentliche Aufträge (Nachprüfungsverordnung – NpV)“.